# Kumimanu biceae
Kumimanu biceae ist ein erstmals im Jahr 2017 beschriebener, ausgestorbener Pinguin (Sphenisciformes) und eine von zwei bekannten Arten der Gattung Kumimanu.

## Beschreibung
Die anhand der Fossilien geschätzte Körpergröße des gefundenen Individuums beträgt 177 cm bei einem Gesamtgewicht von 101 kg. Kumimanu biceae ist damit der drittgrößte bekannte Vertreter der Pinguine. Seine enorme Größe wird lediglich von den ebenfalls ausgestorbenen Arten Kumimanu fordycei und Palaeeudyptes klekowskii übertroffen, für die jeweils eine Länge von bis zu knapp über 200 cm geschätzt wird.

## Etymologie
Die Bezeichnung Kumimanu setzt sich aus dem Wort „kumi“, einem Ungeheuer der Maori-Mythologie, und dem Maori-Wort für „Vogel“, „manu“, zusammen. Das Epitheton biceae ehrt die Mutter („Bice“) von Alan J. D. Tennyson, einem an der Erstbeschreibung beteiligten Wissenschaftler.

## Evolution
Die auffällige Häufung früher außergewöhnlich großer Pinguine wie Kumimanu biceae oder Kuminanu fordycei legt nahe, dass Pinguine bereits kurz nach dem evolutionsbedingten Verlust ihrer Flugfähigkeit und dem damit einhergehenden Wegfall der Notwendigkeit entsprechender aerodynamischer Eigenschaften Gigantismen entwickelten und ihre maximale Größe somit bereits zu Beginn ihres Erscheinens erreichten. Das Verschwinden der meisten Riesenpinguine fällt zeitlich mit dem zunehmenden Vorkommen bezahnter Meeressäuger wie Robben oder Walen zusammen. Möglicherweise standen groß gewachsene Pinguine mit diesen in Nahrungskonkurrenz oder wurden selbst als Beutetiere gejagt.

## Fossilbericht
Zwei aus diversen Knochenfragmenten bestehende Teilskelette, die in Sedimentgestein bei einem Strand nahe der neuseeländischen Stadt Hampden gefunden wurden, stellen die bisher einzigen fossilen Funde von Kumimanu biceae dar. Die Fossilien tragen die Sammlungsnummern NMNZ S.45877 (Holotypus) sowie  NMNZ S.47931.